# Oberhöll (Gattendorf)
Oberhöll ist ein Gemeindeteil der Gemeinde Gattendorf im Landkreis Hof (Oberfranken, Bayern). Oberhöll liegt in der Gemarkung Haidt.

## Geografie
Der Weiler liegt auf freier Flur.
Eine Gemeindeverbindungsstraße führt nach Oberhartmannsreuth (0,5 km nördlich) bzw. die Kreisstraße HO 16 kreuzend nach Kirchgattendorf (1,5 km südlich).

## Geschichte
Von 1797 bis 1810 unterstand Oberhöll dem Justiz- und Kammeramt Hof. Infolge des Ersten Gemeindeedikts wurde Oberhöll dem 1812 gebildeten Steuerdistrikt Trogen und der zugleich entstandenen Ruralgemeinde Haidt zugewiesen. Im Zuge der Gebietsreform in Bayern wurde Oberhöll am 1. Mai 1978 nach Gattendorf eingemeindet.

### Einwohnerentwicklung
| Jahr      | 1861  | 1871  | 1885  | 1900   | 1925   | 1950   | 1961   | 1970   | 1987   | 2015  |
| Einwohner | 61    | 35    | 21    | 26     | 14     | 17     | 27     | 22     | 32     | 23    |
| Häuser    |       |       | 4     | 6      | 3      | 3      | 4      |        | 9      |       |
| Quelle    | [ 7 ] | [ 8 ] | [ 9 ] | [ 10 ] | [ 11 ] | [ 12 ] | [ 13 ] | [ 14 ] | [ 15 ] | [ 1 ] |

## Religion
Oberhöll ist evangelisch-lutherisch geprägt und war ursprünglich nach St. Michaelis (Hof) gepfarrt, seit den 1870er Jahren ist die Pfarrei Gattendorf zuständig.